# 中华预防医学会
中华预防医学会是中华人民共和国预防医学工作者组成的群众性学术团体，是中国科学技术协会主管的社会团体，1987年11月22日在北京市成立。